# Phil Spector
Harvey Philip Spector (Bronx, New York 26. prosinca 1939. – Stockton, Kalifornija, 16. siječnja 2021.), bio je američki glazbeni producent, skladatelj i glazbenik, koji je svojim producentskim radom neobično utjecao na razvoj pop i rock glazbe u dvadesetom stoljeću.
Tvorac je takozvanog - Zvučnog zida (Wall of Sound), tehnike snimanja s brojnim efektima; jeke, naglašavanja ritma, s više glazbenika na udaraljkama (timpani), tim načinom dobivao je moćnu zvučnu podlogu, nešto poput velikih sinfonijskih orkestara, on sam svoju metodu zvao je wagnerijanskom. Osobito je bio uspješan u produkciji skladbi za ženske vokalne grupe (The Ronettes, The Crystals), u razdoblju od 1960. do 1965., kada je izbacio 25 uspješnica na američkim top listama. Nakon tog razdoblja, producirao je albume za mnoge poznate glazbenike poput; Ike & Tina Turner, Beatlesa, John Lennona, George Harrisona, i Ramonesa.
U svojim poznijim godina, postao je poznat po svojoj ekscentričnosti, neobuzdanom temperamentu i neobičnom ponašanju, sve je to kulminiralo optužbom za ubojstvo američke starlete i glumice Lane Clarkson u njegovu domu u Los Angelesu.

## Životopis
Rođen je obitelji ruskih židova srednje klase(njegov djed emigrirao je iz Rusije), nakon očevog samoubojstva (1949.) s majkom i sestrom seli se iz New Yorka u Los Angeles 1953. Tu se na školovanju u srednjoj školi( Fairfax High School ), upoznaje s glazbom, i uči svirati gitaru.

### Rad u grupi The Teddy Bears
S tri prijatelja iz škole, Marshall Liebom, Harvey Goldsteinom, i pjevačicom Annette Kleinbard, osniva grupu The Teddy Bears. U proljeće 1958., uspjeli su namaknuti dovoljno novaca, za najam tonskog studija - Gold Star Studios, u Hollywoodu za dva sata snimanja, tu su snimili dvije Spectorove skladbe Don't You Worry My Little Pet, i To Know Him Is to Love Him, ta ploča bila je prvi Spectorov hit #1, do kraja godine prodana je u milijun primjeraka. Nakon tog debitantskog meteorskog uspjeha, potpisali su ugovor s Imperial Recordsom, i izdali nekoliko ploča, ali grupa više nikad nije uspjela izbaciti sličan hit, te se raspala 1959.

### Rad kao glazbeni producent
Nakon raspada grupe, Spector se 1960. zahvaljujući poznastvu s Lesterom Sillom (kojeg je upoznao na snimanju za Teddy Bearse), seli u New York, tu radi u tonskom studiju kod Leibera i Stollera, kao asistent snimanja i studijski glazbenik. Vrlo brzo je ovladao tehnikama snimanja, i uskoro je izbacio hitove; "Spanish Harlem" (koautor skladbe zajedno s Jerryjem Leiberom ) u izvedbi Ben E. Kinga, zatim "Corrina, Corrina" u izvedbi Ray Petersona, pa zatim "Pretty Little Angel Eyes", za Curtis Leeja. Zatim se vratio u Hollywood raditi s Lesterom Sillom, za žensku vokalnu grupu, - The Paris Sisters ( hit naslov "I Love How You Love Me").

### Osnutak tvrtke Philles Records
Pri kraju 1961., Spector je osnovao zajedničku tvrtku, s Lesterom Sillom,- Philles Records ( ime tvrtke bila je kombinacija imena osnivača ). Rad s vokalnom grupamom; The Crystals, urodio je plodom, i zaredale su se uspješnice; "There's No Other (Like My Baby)",  20 mjesto na top listama,  "Uptown", 13 mjesto. Zatim je uslijedio period suradnje s raznorodnim pjevačima, poput Connie Francis ("Second Hand Love", 1962.), Darlene Love ("He's a Rebel"), zatim je došao period produkcije za žensku vokalnu grupu The Ronettes (hit "Be My Baby", 1963.). Nakon toga, Lester Sill izašao je iz kompanije Philles Records. Spector je osnovao grupu; Bob B. Soxx and the Blue Jeans (u kojoj su nastupali njegovi pjevači, Darlene Love i Bobby Sheen) i s njom postigao uspjehe; "Zip-a-Dee-Doo-Dah", "Why Do Lovers Break Each Other’s Hearts?" i "Not Too Young To Get Married".

### Zvučni zid ( The Wall of Sound )
Spectorov zaštitni znak u tom vremenu bio je Zvučni zid ( Wall of Sound), produkcijska tehnnika koja je proizvodila, višeslojne glazbene efekte koji su se dobro čuli na tadašnjim srednjevalnim radio aparatima i juboxima. Da dobije taj zvuk, Spector je unamljivao velike grupe glazbenika (koji su svirali instrumente koji su onda bili rijetkost u velikim orkestrima, kao što su električne gitare i akustične gitare); često je duplicirao i triplicirao pojedine instrumente (naročito u ritam sekciji) koji su svirali unisono iste glazbene dionice ; a sve da dobije jači puniji zvuk. Spector je osobno svoju tehniku zvao " wagnerijanskim rock & rollom, ili malim simfonijama za djecu". Album, -A Christmas Gift for You from Phil Spector, bio je oličenje svega što je "Zvučni zid", kao tehnika glazbene produkcije trebao značiti. Kad je izašao 1963., nije baš dobro prošao na tržištu, ali nakon toga je postao obavezni dio svakih božićnih blagdana. Za potrebe snimanje tog albuma Spector je okupio čvrstu jezgru studijskih glazbenika - The Wrecking Crew, koji su mu i kasnije uskakali za duge produkcije (među njima bio je i Sonny Bono, budući partner pjevačice Cher.)
Već u to doba Spector je stekao reputaciju, temperamentne neobične osobe sa snažnim često nekonvencionalnim idejama u pogledu glazbe i načina produkcije. On se recimo žestoko opirao stereofonijskoj tehnici snimanja, i reprodukcije glazbe, tvrdivši da se time oduzima kontrola nad zvukom glazbenom producentu, a podilazi slušaocu. Interesantno je i da je davao prednost singl pločama, nasuprot LP pločama, opisujući LP ploče kao stvar, "s dva hita i deset komada smeća".

### Šezdesete
Uz rad sa ženskom vokalnom grupom - The Ronettes, Spector je počeo raditi s muškom vokalnom grupom The Righteous Brothers, uskoro je plod te suradnje okrunjen velikom uspješnicom iz 1965., "You've Lost That Lovin' Feelin'", koja je uskoro postala broj 1 (ta pjesma je i dan danas jedna od najizvođenijih na radiopostajama u Americi). Uslijedili su daljnji uspjesi, ali je to uskoro udaljilo Spectora od želje za daljnjom suradnjom, i on je prodao ugovor s Righteous Brothersima, producentskoj kući Verve Records. Tih godina je Spector, - izbacio i  "Unchained Melody", koja je doživjela popularnost ponovo nakon punih 25 godina, nakon što se pojavila u hit filmu Ghost (1990.). Spector je otkrio bračni pjevački par; Ikea i Tinu Turner, i 1966. snimio, njihovu prvu uspješnicu "River Deep - Mountain High", pjesma i nije baš dobro prošla u Americi (svega 88 mjesto), ali je zato u Britaniji došla na 3 mjesto. Pri kraju tog razdoblja, izgubio je želju za poslom, oženio se s Veronicom "Ronnie" Bennett, glavnom pjevačicom grupe Ronettes, (1968.) i povukao iz javnosti.

### Povratak
Novi menadžer Beatlesa, Allen Klein, pozvao je Spectora u Englesku, da producira njihov novi album - Let It Be, album je doživio neviđeni uspjeh, i značio je potpuni kreativni povratak Spectora. Ta suradnja osobito se dopala Lennonu i Georgu Harisonu, koji su mu povjerili produkcije svojih samostalnih albuma; All Things Must Pass(Harrison), i Plastic Ono Band (Lennon). 1971. je imenovan direktorom u Beatlsovskoj diskografskoj tvrtci Apple Records.  S Lennonom je napravio Power to the People, pa nakon toga vrlo uspješni album Imagine.  Za Georga Harrisona, Spector je ko-producirao album -  Bangla-Desh.  Nakon toga snimio je trostruki album The Concert For Bangla Desh.  Ovaj naslov proglašen je Albumom godine 1972. i dobio je nagradu Grammy.  Kako je album sniman u živo, za vrijeme koncerta, Spector je kod snimanja upotrijebio čak 44 mikrofona, da dobije svoj poznati efekt - Zvučnog zida.
S Lennonom je 1971. izbacio ''Happy Xmas (War Is Over), ta pjesma nije baš dobro prošla te godine kad je izašla, ali je već za par godina postala obavezna zvučna kulisa božićnih blagdana. Na kraju ovog dobrog razdoblja, došlo je i do pucanja odnosa, i prekida suradnje na snimanju za Lennonov album Rock 'n' Roll(1973.)

### Zadnje godine
U kasnim sedamdesetim, Spector je kreativno i radno potpuno opao, uzrok tome je vjerojatno i teška prometna nesreća koju je jedva preživio.
Nakon oporavka, radio je s pjevačicom Cher i kantautorom Leonardom Cohenom, (album  Death of a Ladies' Man).  Spector je producirao i vrlo slavni album Ramonesa, End of the Century (1980.)  Ali i ovaj album, je kao i prethodni Cohenov, End of the Century primljen negativno od strane obožavaoca grupe. Trebao je surađivati i s Céline Dion na njenom albumu Falling Into You, ali do suradnje nije došlo.

## Optužba za ubojstvo
3. veljače 2003., Spector je uhićen pod optužbom da je ubio 40-godišnju hostesu noćnog bara, i bivšu glumicu holywoodskih B filmova, Lanu Clarkson iz Los Angelesa, koja je pronađena mrtva u njegovom domu. On se branio time da je njena smrt slučajno samoubojstvo, suđenje se oteglo, i pretvarilo u veliku sudsku trakavicu, nešto poput slučaja O.J. Simpson. Uz suđenje, su isplivale i mnoge bizarnosti iz Spectorova privatnog života.
Na drugom suđenju za ubojstvo 13. travnja 2009. Phil Spector proglašen je krivim za ubojstvo Lane Clarkson i osuđen je na 19 godine zatvora.
29. svibnja, 2009. upućen je na izdržavanje kazne u Državni zatvor Kalifornije.

## Diskografija

### Albumi
- 1959: The Teddy Bears Sing - The Teddy Bears
- 1963: A Christmas Gift for You from Phil Spector - Razni izvođači
- 1963: Twist Uptown – The Crystals
- 1963: He's A Rebel – The Crystals
- 1964: Presenting the Fabulous Ronettes Featuring Veronica - The Ronettes
- 1965: Ronettes – The Ronettes
- 1966: River Deep Mountain High – Ike & Tina Turner
- 1970:  "Let It Be - The Beatles
- 1970: All Things Must Pass (ko-producent) - George Harrison
- 1970: John Lennon/Plastic Ono Band|Plastic Ono Band (ko-producent) - John Lennon i The Plastic Ono Band
- 1970: Yoko Ono/Plastic Ono Band (ko-producent) - Yoko Ono i The Plastic Ono Band
- 1971: Imagine(ko-producent) - John Lennon i The Plastic Ono Band s The Flux Fiddlers
- 1971: The Concert for Bangla Desh (ko-producent) - George Harrison i prijatelji
- 1972: Some Time in New York City (ko-producent) - John Lennon i Yoko Ono s Elephant's Memory s Invisible Strings
- 1975: Rock 'n' Roll (ko-producent) - John Lennon
- 1975: Born to Be with You - Dion
- 1977: Death of a Ladies' Man - Leonard Cohen
- 1980: End of the Century - Ramones
- 1981: Season of Glass (ko-producent) - Yoko Ono
- 1986: Menlove Ave. (ko-producent) - John Lennon
- 1991: Back to Mono (1958-1969) (Box set compilation) – Various Artists
- 2003: Silence Is Easy (ko-producent) - Starsailor

### Singl ploče
- "To Know Him Is to Love Him" - The Teddy Bears (1958.)
- "Corrina, Corrina" - Ray Peterson (1961.)
- "Pretty Little Angel Eyes" - Curtis Lee (1961.)
- "I Love How You Love Me" - The Paris Sisters (1961.)
- "There's No Other (Like My Baby)" – The Crystals (1962.)
- "Uptown"  – The Crystals (1962.)
- "He Knows I Love Him Too Much" -The Paris Sisters (1962.)
- "Second Hand Love" - Connie Francis (1962.)
- "He's A Rebel" - The Crystals  (1962.)
- "Zip-a-Dee-Doo-Dah" - Bob B. Soxx and the Blue Jeans (1963.)
- "He's Sure the Boy I Love" - The Crystals (1/19/63, #11)
- "Why Do Lovers Break Each Other’s Heart?" – Bob B. Soxx and the Blue Jeans (1963.)
- "(Today I Met) The Boy I’m Gonna Marry" - Darlene Love (1963.)
- "Da Doo Ron Ron (When He Walked Me Home)" - The Crystals (1963.)
- "Not Too Young to Get Married" - Bob B. Soxx and the Blue Jeans (1963.)
- "Then He Kissed Me" - The Crystals (1963.)
- "Wait Til' My Bobby Gets Home" - Darlene Love (1963.)
- "Be My Baby" - The Ronettes (1963.)
- "A Fine Fine Boy" - Darlene Love (1963.)
- "Christmas (Baby, Please Come Home)" - Darlene Love
- "Baby, I Love You" - The Ronettes (1964.)
- "(The Best Part of) Breakin' Up" - The Ronettes (1964.)
- "Do I Love You?" - The Ronettes (1964.)
- "Walking In the Rain" - The Ronettes (1964.)
- "You've Lost That Lovin' Feelin'" - The Righteous Brothers (1965.)
- "Just Once in My Life" - The Righteous Brothers (1965.)
- "Unchained Melody" – The Righteous Brothers (1965.)
- "Ebb Tide" - The Righteous Brothers (1966.)
- "River Deep - Mountain High" – Ike & Tina Turner (1966.)
- "Black Pearl" - Sonny Charles and the Checkmates, Ltd. (1969.)
- "Instant Karma (We All Shine On)" - John Lennon (1970.)
- "The Long and Winding Road" - The Beatles (1970.)
- "My Sweet Lord" - George Harrison (1970.)
- "What Is Life" - George Harrison (1971.)
- "Power to the People]" - John Lennon/Plastic Ono Band (1971.)
- "Try Some, Buy Some" – Ronnie Spector (1971.)
- "Bangla-Desh" - George Harrison (1971.)
- "Imagine" - John Lennon (1971.)
- "Rock 'n' Roll High School " – Ramones (1979.)
- "Baby, I Love You" - Ramones (1980.)
- "Do You Remember Rock 'n' Roll Radio?" - Ramones (1980.)
- "Unchained Melody - The Righteous Brothers (1990.)
- "Silence Is Easy" - Starsailor (2003.)

## Vanjske poveznice
- - Phil-Spector.com - Legendarni Rock 'n' Roll producent   Arhivirana inačica izvorne stranice od 2. svibnja 2020. (Wayback Machine)
  - - Spectorove trake od Micka Browna - Daily Telegraph  Arhivirana inačica izvorne stranice od 23. listopada 2008. (Wayback Machine)
  - Vodič kroz Phil Spectorova izdanja
  - Povijest Rocka